# 로도피현
로도피현은 그리스 서트라키아 중부에 있는 현이다. 행정 구역상으로는 동마케도니아 트라키주에 속한다. 로도피 현의 명칭은 이 지역의 동부와 북부 대부분을 차지하고 있는 로도피산맥에서 나왔다. 서쪽에는 크산티 현이, 동쪽에는 에브로스 현이, 북쪽에는 불가리아의 커르잘리 주가 있다. 현내 산지 외에 대부분의 지역은 농지와 숲, 초지으로 이루어져 있다. 
로도피 현은 1930년에 옛 트라키 현이 로도피 현과 에브로스 현으로 분리되면서 설치되었다. 현의 중심 도시는 코모티니이다. 두 번째로 큰 도시는 사페스이다. 
그리스에서 유일하게 공식적으로 인정되는 소수 집단인 무슬림 집단의 상당 수가 로도피 현에 살고 있으며, 이들은 현 인구의 거의 절반을 차지한다. 